# Tooele
La ville de Tooele (en anglais [tuːˈɛlə] ou [tuːˈɛlə]) est le siège du comté de Tooele, dans l’Utah, aux États-Unis. Elle est située à une cinquantaine de kilomètres à l'ouest de Salt Lake City.
Sa population s’élevait à 35 742 habitants lors du recensement de 2020.
Tooele est principalement connue pour son dépôt militaire et l'incinérateur d'armes chimiques situé à proximité.

## Démographie
| Groupe            | Tooele | Utah | États-Unis |
| ----------------- | ------ | ---- | ---------- |
| Blancs            | 89,6   | 86,1 | 72,4       |
| Autres            | 4,4    | 6,0  | 6,4        |
| Métis             | 3,0    | 2,7  | 2,9        |
| Amérindiens       | 1,0    | 1,2  | 0,9        |
| Asiatiques        | 0,6    | 2,0  | 4,8        |
| Afro-Américains   | 0,8    | 1,1  | 12,6       |
| Océano-Américains | 0,4    | 0,9  | 0,2        |
| Total             | 100    | 100  | 100        |
|                   |        |      |            |
| Latino-Américains | 12,9   | 13,0 | 16,7       |

En 2010, la population latino-américaine est majoritairement composée de Mexicano-Américains (8 % de la population de la ville).
Selon l'American Community Survey pour la période 2010-2014, 91,05 % de la population âgée de plus de 5 ans déclare parler l'anglais à la maison, 5,97 % déclare parler l'espagnol, 0,65 % l'allemand et 2,3 % une autre langue.

## Série télévisée
Dans la série Prison Break, Tooele est le lieu où se trouvent les 5 millions de dollars qui ont été cachés par le célèbre pirate de l'air D. B. Cooper. La ville fait sa première apparition dans la série avec l'épisode Plan 1213. La série n'a pas été réellement tournée à Tooele mais dans une ville du Texas.

## Jumelages
- Kambarka (Russie)
- La Bañeza (Espagne)